# Amanoa anomala
Amanoa anomala е вид растение от семейство Phyllanthaceae. Видът е критично застрашен от изчезване.

## Разпространение
Разпространен е в Еквадор.